# Élections constituantes de 1945 dans la Seine-Inférieure
Les élections constituantes françaises de 1945 se déroulent le 21 octobre.

## Mode de scrutin
Les Députés sont élus selon le système de représentation proportionnelle suivant la règle de la plus forte moyenne dans le département, sans panachage ni vote préférentiel.
Il y a 586 sièges à pourvoir.
Dans le département de Seine-Maritime, douze députés sont à élire.
Le gouvernement ne voulant pas dépasser le nombre de 9 députés à élire en même temps, le département est divisé en 2 circonscriptions.
La première regroupe l'arrondissement de Rouen et l'ancien arrondissement de Neufchâtel. Elle est dotée de 6 sièges.
La seconde regroupe l'arrondissement du Havre et l'arrondissement de Dieppe (sans l'ancien canton de Neufchâtel) et élit également 6 députés.

## Élus
Les douze députés élus sont : 
| Identité            | Parti | Parti    |
| ------------------- | ----- | -------- |
| Victor Michaut      |       | PCF      |
| Lucie Guérin        |       | PCF      |
| René Cance          |       | PCF      |
| Joseph Hertel       |       | PCF      |
| Jacques Chastellain |       | Rép. ind |
| Pierre Courant      |       | Rép. ind |
| René Coty           |       | Rép. ind |
| Jean Capdeville     |       | SFIO     |
| Jean Binot          |       | SFIO     |
| Roger Dusseaulx     |       | MRP      |
| Louis Siefridt      |       | MRP      |
| André Marie         |       | Rad-Soc  |

## Résultats

### Résultats à l'échelle du département

#### Première circonscription (Rouen et Neufchâtel)
| Parti          | Parti                           | Tête de liste              | Résultats | Résultats | Sièges |
| Parti          | Parti                           | Tête de liste              | Voix      | %         | Sièges |
| -------------- | ------------------------------- | -------------------------- | --------- | --------- | ------ |
|                | PCF                             | Victor Michaut             | 51 456    | 26,94     | 2      |
|                | Entente républicaine (Rép. ind) | Jacques Chastellain        | 39 802    | 20,83     | 1      |
|                | SFIO                            | Jean Capdeville            | 38 152    | 19,97     | 1      |
|                | MRP                             | Roger Dusseaulx            | 27 343    | 14,31     | 1      |
|                | Rad-Soc                         | André Marie                | 20 738    | 10,86     | 1      |
|                | UDSR                            | Germaine Malaterre-Sellier | 13 545    | 7,90      | 0      |
|                |                                 |                            |           |           |        |
| Inscrits       | Inscrits                        | Inscrits                   | 253 044   |           | 6      |
| Votants        | Votants                         | Votants                    | 200 109   | 79,08     |        |
| Blancs et nuls | Blancs et nuls                  | Blancs et nuls             | 9 073     | 4,53      |        |
| Exprimés       | Exprimés                        | Exprimés                   | 191 036   | 95,47     |        |

#### Deuxième circonscription (Le Havre et Dieppe)
| Parti          | Parti                                         | Tête de liste        | Résultats | Résultats | Sièges |
| Parti          | Parti                                         | Tête de liste        | Voix      | %         | Sièges |
| -------------- | --------------------------------------------- | -------------------- | --------- | --------- | ------ |
|                | PCF                                           | René Cance           | 45 393    | 26,85     | 2      |
|                | Entente des républicains de gauche (Rép. ind) | Pierre Courant       | 40 494    | 23,95     | 1      |
|                | MRP                                           | Louis Siefridt       | 30 826    | 18,23     | 1      |
|                | SFIO                                          | Jean Binot           | 30 450    | 18,01     | 1      |
|                | Rad-Soc                                       | Léon Meyer           | 15 477    | 9,15      | 0      |
|                | UDSR                                          | Gustave Anduze-Faris | 6 420     | 3,80      | 0      |
|                |                                               |                      |           |           |        |
| Inscrits       | Inscrits                                      | Inscrits             | 227 195   |           | 6      |
| Votants        | Votants                                       | Votants              | 175 640   | 77,31     |        |
| Blancs et nuls | Blancs et nuls                                | Blancs et nuls       | 6 580     | 3,74      |        |
| Exprimés       | Exprimés                                      | Exprimés             | 169 069   | 96,26     |        |